# Charley's Aunt
Charley's Aunt é um curta-metragem mudo norte-americano de 1915, do gênero comédia, com o ator cômico Oliver Hardy. É baseado na peça Charley's Aunt, de Brandon Thomas.

## Elenco

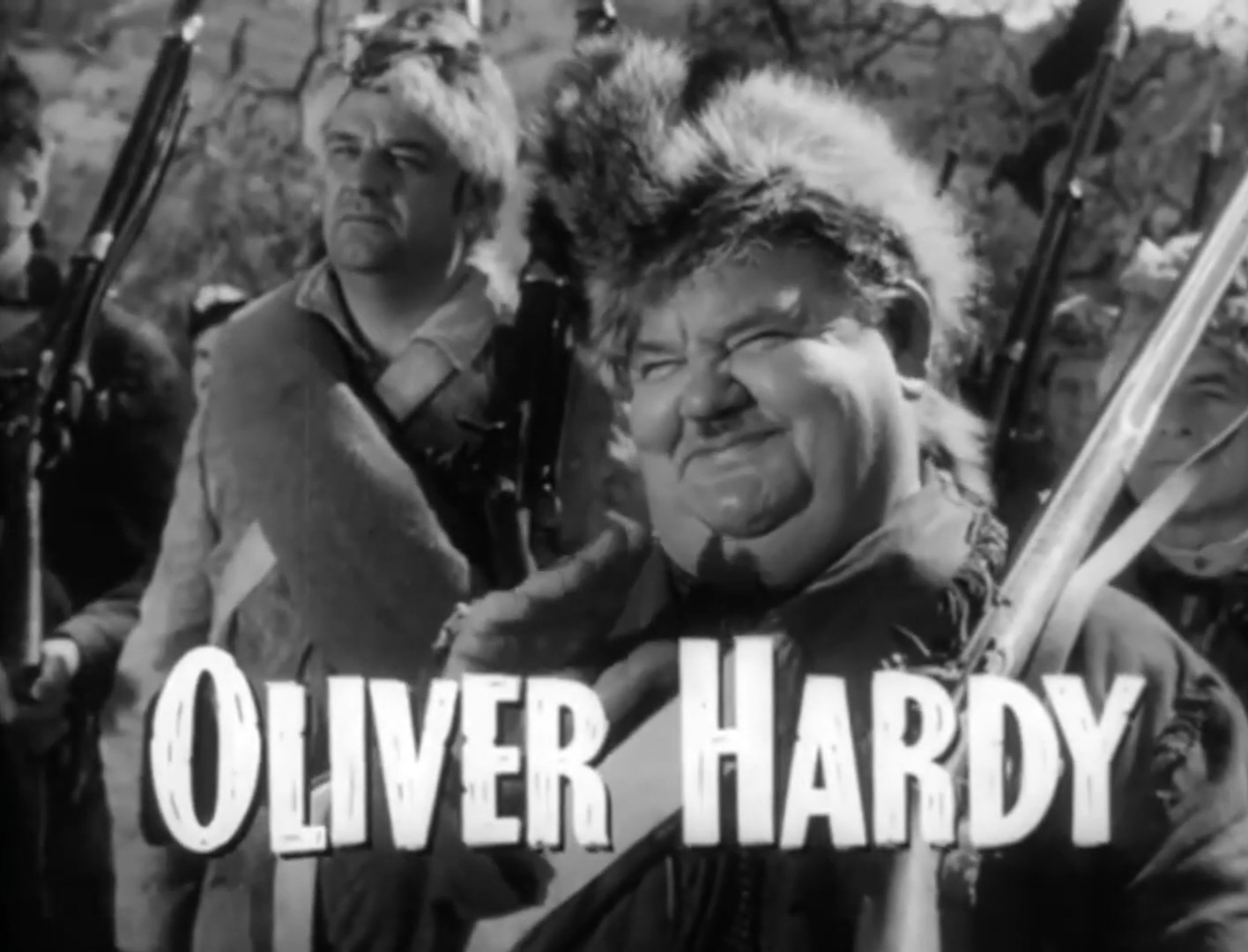
Oliver Hardy

- Lynne Carver
- Oliver Hardy[1]